# Ню-Лондон
Ню-Лондон — заброшенный шахтёрский посёлок на острове Бломстрандёйа в 5 км от научного посёлка Ню-Олесунн.

## История и география
Посёлок был основан Эрнестом Мэнсфилдом от имени Northern Exploration Company (NEC) в 1911 году. Мэнсфилд обнаружил мрамор на острове в 1906 году, после чего описал залежи как «не что иное, как остров из чистого мрамора». Примерно в 1912 году значительное количество добытого мрамора было отправлено в Англию, чтобы убедить инвесторов. Однако мрамор оказался бесполезным из-за воздействия морозного выветривания, в результате чего он рассыпался, когда попал в более теплый климат. Все горные работы в поселении прекратились в 1920 году, после нескольких лет бездействия.

## Достопримечательности
В посёлке есть руины железной дороги, которая вела в шахту.

## Галерея

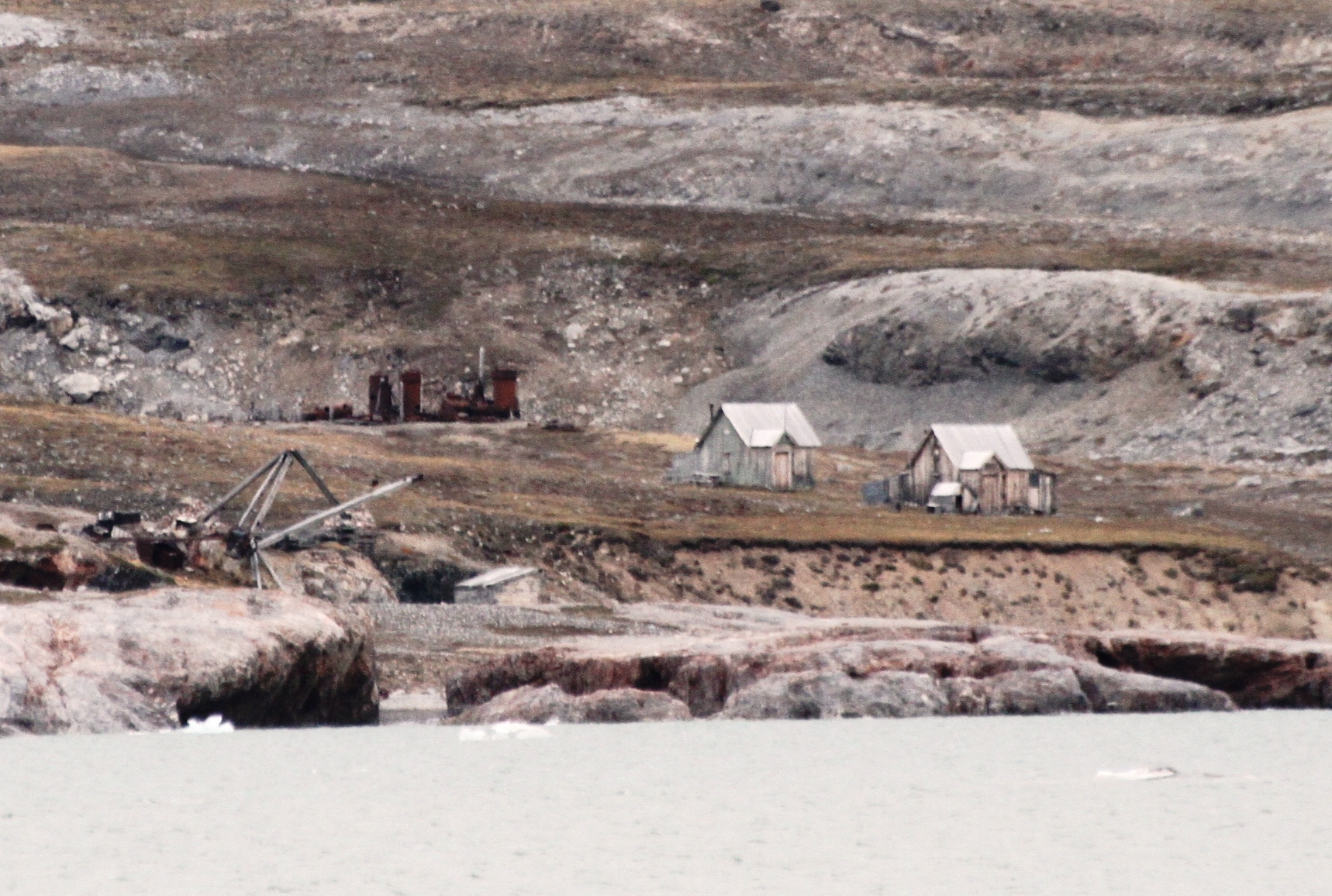
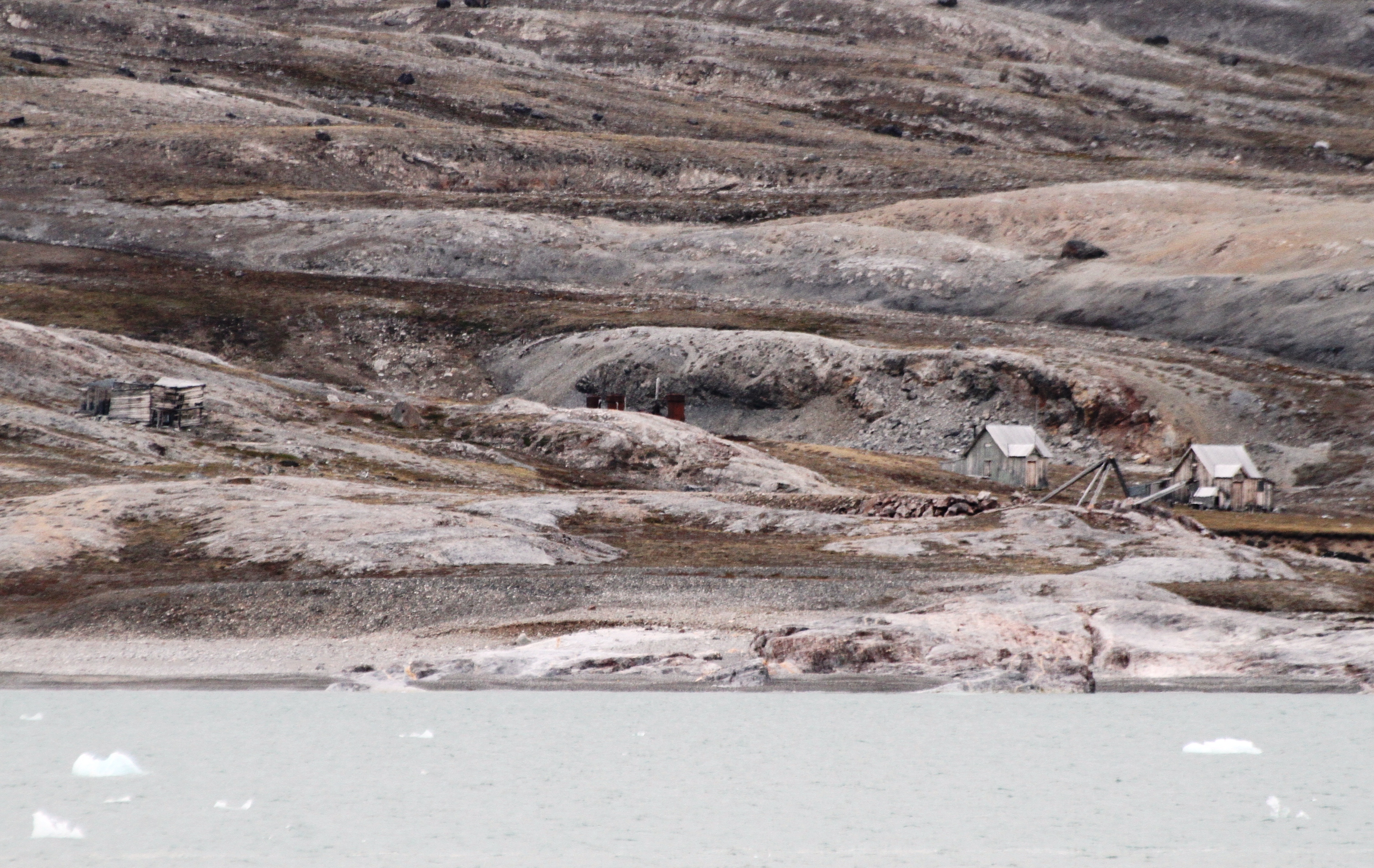